# FC Winterthur/Saison 2023/24
Dieser Artikel hat den FC Winterthur in der Saison 2023/24 zum Thema. Der FC Winterthur spielt in dieser Saison in der Super League.

## Saisonverlauf

### Vorbereitung
Nach dem vorzeitigen Abgang Bruno Berners musste der FCW als Erstes auf Trainersuche, deren Resultat Mitte Juni die Verpflichtung des bisherigen Schweizer U21-Nationaltrainers Patrick Rahmen war. Vom Winterthurer Sportchef Oliver Kaiser wurde Rahmen als «idealer Trainer» für den Verein bezeichnet, obwohl dieser aufgrund der U-21-Europameisterschaft sein Amt erst nach Trainingsauftakt antreten konnte.
Kadermässig konnte Winterthur die Mannschaft aus der letzten Saison grösstenteils halten und musste in der Saisonvorbereitung neben dem Abgang des Trainers und den beendeten Leihen von Timothy Fayulu und Joaquín Ardaiz einzig die Wegzüge der beiden Mittelfeldspieler Hekuran Kryeziu, dessen Vertrag vorzeitig aufgelöst wurde, und Eris Abedini verzeichnen. Bestehende Verträge konnten mit Tobias Schättin, Roy Gelmi und Markus Kuster um zwei Jahre verlängert werden. Auf der anderen Seite konnte Winterthur einige namhafte Verstärkungen in allen Reihen verzeichnen, insbesondere im Mittelfeld wurden etliche Verstärkungen verpflichtet. Der erste Neuzugang war der Transfer des Mittelfeldspieler Randy Schneider vom FC St. Gallen. Genauso aus St. Gallen kam der eher defensive Mittelfeldspieler und auch in der Innenverteidigung einsetzbare Basil Stillhart, der dort seinen Vertrag vorzeitig aufgelöst hat. Als weitere Verstärkungen im Mittelfeld kamen vom Absteiger FC Sion die beiden Rückkehrer Luca Zuffi und Musa Araz und leihweise von den BSC Young Boys der defensive Mittelfeldspieler Alexandre Jankewitz, der in der letzten Saison noch an den FC Thun ausgeliehen war. Für die Offensive wurde mit Aldin Turkes ein kopfballstarker Stürmer von Lausanne-Sport verpflichtet, und die Abwehrreihe wurde mit dem Rechtsverteidiger Silvan Sidler von Arminia Bielefeld verstärkt.
Allgemein wurden die Transfers des FCW von den Medien positiv beurteilt und die Mannschaft stärker eingeschätzt als letzte Saison, einige Medienexperten hielten dank den Transfers auch eine Überraschung Winterthurs für möglich. Grossmehrheitlich wurde der Verein weiterhin auf den hinteren Plätzen gesehen, jedoch im Gegensatz zur letzten Saison nicht mehr unbedingt als direkten Absteiger. Von der Lokalzeitung Der Landbote selbst wurde als Saisonziel weiterhin der Klassenerhalt gehandelt, jedoch sollte der Verein «mehr mitspielen» als noch letzte Saison. Ein Ziel, das so auch vom Trainer bei seiner Ankunft geteilt wurde.
Seine in der Vorbereitung gegen niederklassige Gegner bestrittenen Testspiele konnte Winterthur allesamt erfolgreich gestalten. Dabei gewann Winterthur gegen den SC YF Juventus Zürich (1 L.) mit 6:0, gegen den FC Aarau (ChL) mit 2:0, gegen den SC Brühl St. Gallen (PL) mit 5:0, gegen den FC Baden ebenfalls mit 5:0 und die Hauptprobe gegen FC Villarreal B aus der spanischen Segunda División mit 3:1.

### Herbstrunde
Zu Saisonbeginn hatte Winterthur mit 31 Spielern ein breit aufgestelltes Kader und damit nur einen Spieler weniger als die Young Boys, die jedoch international spielten. Hierbei war einzig der dann später erfolgte Abgang des Stürmers Neftali Manzambi klar, der in den Planungen des alten wie auch des neuen Trainers keine Rolle mehr spielte und später zunächst auf Leihbasis und nach der Winterpause definitiv zu Schaffhausen wechselte.
Mit Luzern, Basel und YB hatte der FCW mit drei der vier europäisch spielenden Gegner einen schwierigen Saisonauftakt. Nach einem 0:0-Unentschieden gegen Luzern zu Hause setzte es danach anschliessend zwei 2:5-Auswärtsniederlagen gegen Basel und YB ab, wobei Basels Sieg der einzige in ihren ersten Meisterschaftsspielen bleiben sollte. Danach konnte sich Winterthur jedoch erholen, beginnend mit einem 3:1-Sieg gegen GC, konnte die Mannschaft gegen die drei Aufsteiger Lausanne-Sport, Yverdon und Stade Lausanne-Ouchy 7 von 9 möglichen Punkten holen und musste sich einzig gegen Yverdon mit einem Unentschieden begnügen und konnte dabei zwischenzeitlich über den Strich klettern. Ebenfalls weiter kam der Verein im Schweizer Cup, nach einem späten Sieg gegen den 1.-Liga-Vertreter Wettswil-Bonstetten konnte man im September den FC Aarau aus dem Cup werfen. Als Mitte September der bisherige Ersatzgoalie Jozef Pukaj überraschend den Rücktritt bekannt gab, holte sich Winterthur von YB den Schweizer U21-Nationaltorhüter Marvin Keller. Keller, der vom Torhütertrainer der Nationalmannschaft Patrick Foletti bereits namentlich als potenzieller Nachfolger von Yann Sommer gehandelt wurde, wurde von Trainer Rahmen umgehend als neue Nummer 1 gesetzt. Anfang Oktober zeigte sich Sportchef Oliver Kaiser mit dem Saisonstart mit einem der toremässig besten Offensiven der Liga zufrieden.
Diese Leistungssteigerung, die den FCW zwischenzeitlich über den Strich brachte, konnte er zunächst jedoch zunächst nicht direkt bestätigen. In den übrigen Spielen bis zur Winterpause konnte der FCW neben einem Cup-Pflichtsieg gegen die Black Stars Basel nur noch drei Siege in der Meisterschaft erringen. Insbesondere mit zwei Siegen in den letzten drei Spielen konnten die Winterthurer ihre Herbstbilanz noch aufbessern – dank der dichten Tabelle reichte der letzte Sieg dabei für einen Sprung von Rang 10 auf Rang 7. Mit seinen 22 Punkten war der FCW zur Winterpause damit nur drei Punkte unter dem Strich, jedoch auch nur vier Punkte hinter dem auf dem Barrageplatz sitzenden FC Basel. Mit einem Torverhältnis von 32:39 hatte man gleichzeitig eine der besten Offensiven der Liga, jedoch auch die toranfälligste Defensive, was auch den Bruch in der Spielweise der Winterthurer gegenüber der letzten Saison statistisch nochmals deutlich machte, als der FCW vor allem defensiv aufgestellt war.
Zur Winterpausenbilanz (nach 18 Runden) befragt, war Trainer Patrick Rahmen der Meinung, dass dem FCW «ein paar Punkte» fehlten, auch Matteo Di Giusto liess gegenüber dem Landboten verlauten, dass es durchaus «besser hätte sein können». Für den Landboten, der im Artikeltitel zur Saisonanalyse ebenfalls die Frage nach einer möglicherweise noch besseren Platzierung stellte, war der bisherige Saisonverlauf resultatemässig eine «Achterbahnfahrt», und die Zeitung verortete zudem eine noch fehlende Balance zwischen der Offen- und der Defensive.

### Frühjahrsrunde
Der erste Wechsel, der im neuen Jahr bekannt gegeben wurde, war jener des Innenverteidigers Roy Gelmi zum FC Vaduz. Weitere Wechsel waren jedoch vom Verein her zunächst nicht geplant. Dies änderte sich jedoch zügig, als sich ein erstes Mal ein Wechsel von Samuel Ballet ankündigte, der schliesslich Ende Januar für die FCW-Rekordtransfersumme von 1,5 Mio. Fr. zum Serie-B-Aufstiegsapiranten Como 1907 wechselte. Daraufhin wurde Boubacar Fofana, der unter René Weiler bei Servette keine Rolle mehr spielte, verpflichtet. Da mit Roman Buess ein weiterer Stürmer ausfiel, holte Winterthur nach dem definitiven Abgangs Ballets von Botew Plowdiw den französischen Stürmer Antoine Baroan, der dort in der aktuellen Saison mit acht Toren aus zwölf Spielen die dortige Torschützentabelle anführte. Mitte Februar verliess mit Samir Ramizi eine wichtige Stütze der Aufstiegsmannschaft den Verein, nachdem er in der laufenden Saison nur noch zu drei Einsätzen in der Startelf kam.
In der Rückrunde zeichnete sich die Winterthurer Mannschaft durch eine grössere Stabilität aus. Er musste sich bis zum Cupspiel gegen den FC Zürich Ende Januar lediglich zu Hause gegen den FC Basel geschlagen gegen, nachdem die Winterthurer früh in der zweiten Halbzeit zwei gelb-rote Karten kassiert hatten. Mit einem 2:0-Sieg gegen den FC Zürich konnten sie die Winterthurer für den Cup-Halbfinal qualifizieren. Auch nach dem Cupsieg setzt Winterthur seinen Lauf fort. Er leistete sich seit der Winterpause keinen Ausrutscher gegen die sich in den hinteren Regionen der Tabelle bewegenden Stade Lausanne-Ouchy und Grasshoppers und konnte gleichzeitig gegen den direkten Konkurrenten aus Luzern einen wichtigen Sieg feiern. Als Resultat aus dieser Leistung kletterte der FCW am 9. März erstmals auf den 6. Platz und gehörte zu diesem Zeitpunkt zu den besten Teams der Rückrunde, lediglich Servette Genf holte zu diesem Zeitpunkt seit der Winterpause mehr Punkte. Auch in der Torstatistik wandelte sich das Bild: in zwölf Spielen kassierte der FCW noch 13 Tore, vor der Winterpause waren es noch doppelt so viele. Danach konnte sich Winterthur über den Strich halten, unter anderem mit einem Sieg gegen Servette holte er weitere wichtige Punkte und konnte schlussendlich am 14. April, eine Runde vor Teilung der Tabelle, sich vorzeitig den Verbleib in der oberen Tabellenhälfte sichern. In der letzten Runde kassierte Winterthur gegen den Tabellenleader Young Boys mit einem 1:2 noch die zweite Niederlage seit der Winterpause nach einer vormaligen Serie von elf Ligaspielen ohne Niederlage. Während die Tordifferenz vor der Winterpause noch −7 betrug, wiesen die Winterthurer nach der Winterpause eine von +7 auf und standen defensiv wesentlich stabiler. Von der NZZ wurde bei dieser Gelegenheit auch die Entwicklung von jungen Spielern herausgestrichen, die in Winterthur einen zweiten Anlauf genommen haben wie Nishan Burkart, Adrian Durrer, Randy Schneider, Alexandre Jankewitz, Sayfallah Ltaief oder Matteo Di Giusto.
Nach der Qualifikation für die Meisterrunde stand für Winterthur zweimal ein Spiel gegen Servette Genf auf dem Programm. Zuerst empfingen die Winterthurer die Genfer für den Cup-Halbfinal auf der Schützenwiese, konnten sich jedoch nach einer 0:1-Niederlage nicht für den Final qualifizieren und auch machte ein Platzsturm der siegreichen Servette-Fans mit einem Fackelwurf in die Zuschauertribüne Schlagzeilen. Auch zu Beginn der Championship Round gelang der FCW die Revanche gegen die Genfer nicht.

## Kader
Alle Kaderspieler der Saison 2023/24, basierend auf Angaben der Website der Swiss Football League (SFL).
| Nummer     | Spieler             | Geburtstag         | Nationalität            | Im Team seit | Letzter Verein                            |     |     |
| Tor        | Tor                 | Tor                | Tor                     | Tor          | Tor                                       | Tor | Tor |
| ---------- | ------------------- | ------------------ | ----------------------- | ------------ | ----------------------------------------- | --- | --- |
| 01         | Jozef Pukaj         | 13. Februar 2000   | Schweiz                 | 2021         | FC Basel                                  |     |     |
| 27         | Armin Abaz          | 27. März 2002      | Schweiz                 | 2022         | FC St. Gallen                             |     |     |
| 30         | Markus Kuster       | 22. Februar 1994   | Österreich              | 2023         | vereinslos/Karlsruher SC                  |     |     |
| 33         | Marvin Keller       | 3. Juli 2002       | Schweiz                 | 2023         | BSC Young Boys                            |     |     |
| Abwehr     |                     |                    |                         |              |                                           |     |     |
| 03         | Tobias Schättin     | 5. Juni 1997       | Schweiz                 | 2021         | FC Zürich                                 |     |     |
| 05         | Roy Gelmi           | 1. März 1995       | Schweiz                 | 2021         | VVV-Venlo                                 |     |     |
| 15         | Michael Gonçalves   | 10. März 1995      | Schweiz                 | 2020         | Servette Genf                             |     |     |
| 18         | Souleymane Diaby    | 8. Oktober 1999    | Elfenbeinküste          | 2021         | SC Gagnoa                                 |     |     |
| 19         | Adrian Gantenbein   | 18. April 2001     | Schweiz                 | 2019         | eigene Jugend                             |     |     |
| 21         | Loïc Lüthi          | 30. September 2003 | Schweiz                 | 2023         | eigene Jugend                             |     |     |
| 23         | Granit Lekaj        | 23. Februar 1990   | Schweiz                 | 2018         | FC Wil                                    |     |     |
| 24         | Silvan Sidler       | 7. Juli 1998       | Schweiz                 | 2023         | Arminia Bielefeld                         |     |     |
| 25         | Yannick Schmid      | 11. Mai 1995       | Schweiz                 | 2022         | FC Vaduz                                  |     |     |
| Mittelfeld |                     |                    |                         |              |                                           |     |     |
| 04         | Basil Stillhart     | 24. März 1994      | Schweiz                 | 2023         | FC St. Gallen                             |     |     |
| 06         | Randy Schneider     | 27. August 2001    | Schweiz                 | 2023         | FC St. Gallen                             |     |     |
| 08         | Samir Ramizi        | 24. Juli 1991      | Serbien                 | 2020         | Neuchâtel Xamax FCS                       |     |     |
| 10         | Matteo Di Giusto    | 18. August 2000    | Schweiz                 | 2022         | FC Vaduz                                  |     |     |
| 14         | Thibault Corbaz     | 7. Januar 1994     | Schweiz                 | 2021         | Neuchâtel Xamax FCS                       |     |     |
| 16         | Remo Arnold         | 17. Januar 1997    | Schweiz                 | 2018         | FC Luzern                                 |     |     |
| 20         | Carmine Chiappetta  | 9. März 2003       | Schweiz                 | 2022         | FC Basel                                  |     |     |
| 22         | Adrian Durrer       | 13. Juli 2001      | Schweiz                 | 2024         | FC Lugano                                 |     |     |
| 35         | Muqtar Ahmed        | 15. April 2005     | Somalia                 | 2024         | eigene Jugend                             |     |     |
| 40         | Musa Araz           | 17. Januar 1994    | Schweiz                 | 2023         | FC Sion                                   |     |     |
| 44         | Francísco Rodríguez | 14. September 1995 | Schweiz                 | 2022         | FC Schaffhausen                           |     |     |
| 45         | Alexandre Jankewitz | 25. Dezember 2001  | Schweiz                 | 2023         | FC Thun (geliehen von BSC Young Boys)     |     |     |
| 70         | Sayfallah Ltaief    | 22. April 2000     | Tunesien                | 2023         | FC Basel                                  |     |     |
| 77         | Luca Zuffi          | 27. März 1990      | Schweiz                 | 2023         | FC Sion                                   |     |     |
|            | Noe Holenstein      | 23. April 2004     | Schweiz                 | 2023         | eigene Jugend                             |     |     |
| Angriff    |                     |                    |                         |              |                                           |     |     |
| 07         | Neftali Manzambi    | 23. April 1997     | Schweiz                 | 2021         | Mjällby AIF (geliehen von Sporting Gijón) |     |     |
| 09         | Roman Buess         | 21. September 1992 | Schweiz                 | 2019         | Lausanne-Sport                            |     |     |
| 11         | Aldin Turkes        | 22. April 1996     | Bosnien und Herzegowina | 2023         | FC Lausanne-Sport                         |     |     |
| 17         | Samuel Ballet       | 12. März 2001      | Schweiz                 | 2021         | FC Wil (geliehen von BSC Young Boys)      |     |     |
| 28         | Antoine Baroan      | 24. Juni 2000      | Frankreich              | 2024         | Botev Plovdiv                             |     |     |
| 29         | Boubacar Fofana     | 7. September 1998  | Frankreich              | 2024         | Servette Genf                             |     |     |
| 99         | Nishan Burkart      | 31. Januar 2000    | Schweiz                 | 2022         | SC Freiburg B                             |     |     |

1. ↑  Definitive Übernahme im Sommer 2023
2. ↑  erneut ausgeliehen, nachdem er während der Sommerpause kurzzeitig zurück in Basel war
3. ↑  Definitive Übernahme im Sommer 2023

Stand: 11. April 2024

## Transfers
Transfers, basierend unter anderem auf Angaben der Website der Swiss Football League (SFL).
| Zugänge             | Zugänge                                       | Zugänge                | Zugänge         |
| Name                | abgebender Verein                             | Transferart            | Transferperiode |
| ------------------- | --------------------------------------------- | ---------------------- | --------------- |
| Musa Araz           | FC Sion                                       | ablösefrei             | Sommer 2023     |
| Alexandre Jankewitz | BSC Young Boys (letzter Verein: FC Thun)      | Leihe                  | Sommer 2023     |
| Marvin Keller       | BSC Young Boys                                | Leihe                  | Sommer 2023     |
| Loïc Lüthi          | FC Winterthur U21 (letzter Verein: SC Kriens) | Leihende/eigene Jugend | Sommer 2023     |
| Silvan Sidler       | Arminia Bielefeld                             | ablösefrei             | Sommer 2023     |
| Basil Stillhart     | FC St. Gallen                                 | ablösefrei             | Sommer 2023     |
| Randy Schneider     | FC St. Gallen                                 | Transfer               | Sommer 2023     |
| Aldin Turkes        | FC Lausanne-Sport                             | ablösefrei             | Sommer 2023     |
| Laurin Vögele       | FC Winterthur U21                             | eigene Jugend          | Sommer 2023     |
| Luca Zuffi          | FC Sion                                       | ablösefrei             | Sommer 2023     |
| Antoine Baroan      | Botev Plovdiv                                 | Transfer               | Winter 2024     |
| Adrian Durrer       | FC Lugano                                     | Leihe                  | Winter 2024     |
| Boubacar Fofana     | Servette Genf                                 | Transfer               | Winter 2024     |
| Abgänge             |                                               |                        |                 |
| Name                | aufnehmender Verein                           | Transferart            | Transferperiode |
| Joaquín Ardaiz      | FC Luzern                                     | Leihende               | Sommer 2023     |
| Eris Abedini        | Neuchâtel Xamax                               | ablösefrei             | Sommer 2023     |
| Timothy Fayulu      | FC Sion                                       | Leihende               | Sommer 2023     |
| Hekuran Kryeziu     | vereinslos                                    | ablösefrei             | Sommer 2023     |
| Neftali Manzambi    | FC Schaffhausen                               | Leihe                  | Sommer 2023     |
| Jozef Pukaj         | -                                             | Rücktritt              | Sommer 2023     |
| Laurin Vögele       | SC Kriens                                     | Leihe                  | Sommer 2023     |
| Samuel Ballet       | FC Winterthur                                 | Transfer               | Winter 2024     |
| Roy Gelmi           | FC Vaduz                                      | ablösefrei             | Winter 2024     |
| Noe Holenstein      | SC Cham                                       | Leihe                  | Winter 2024     |
| Neftali Manzambi    | FC Schaffhausen                               | ablösefrei             | Winter 2024     |
| Samir Ramizi        | Neuchâtel Xamax                               | ablösefrei             | Winter 2024     |

Stand: 11. April 2024

## Trainer- und Betreuerstab
Staff gemäss Angaben auf der Website des FC Winterthur.
| Name             | Funktion          | Zeitraum      |
| ---------------- | ----------------- | ------------- |
| Patrick Rahmen   | Cheftrainer       | Juli 2023 –   |
| Dario Zuffi      | Co-Trainer        | 2017 –        |
| Ognjen Zaric     | Co-Trainer        | Juli 2023 –   |
| Alex Kern        | Konditionstrainer | Juli 2023 –   |
| Stephan Lehmann  | Torhütertrainer   | Juli 2021 –   |
| Benjamin Bubeck  | Physiotherapeut   | April 2019 –  |
| Oliver Oehrle    | Physiotherapeut   | Januar 2023 – |
| Peter Egg        | Teambetreuer      |               |
| Carlo Cremonesi  | Teambetreuer      | 2023 –        |
| Antonio De Marco | Teambetreuer      | 2023 –        |
| Fabian Schaller  | Teamarzt          | 2023 –        |

## Resultate

### Super League

#### Runden 1–22
| 22. Juli 2023, 20:30 Uhr 1. Runde | FC Winterthur                   | 0:0            | FC Luzern                   | Schützenwiese, Winterthur Zuschauer: 8'350 Schiedsrichter: Horisberger |
| 22. Juli 2023, 20:30 Uhr 1. Runde | Sidler 23′ Ballet 25′ Diaby 44′ | Spieltelegramm | 4′ Beloko 17′ Okou 34′ Dorn | Schützenwiese, Winterthur Zuschauer: 8'350 Schiedsrichter: Horisberger |

| 30. Juli 2023, 16:30 Uhr 2. Runde | FC Basel                                                                                | 5:2            | FC Winterthur                                                            | St. Jakob-Park, Basel Zuschauer: 21'370 Schiedsrichter: Cibelli |
| 30. Juli 2023, 16:30 Uhr 2. Runde | Schmid 35′ Van Breemen 41′ Millar 55′ Ndoye 58′ Augustin 63′ Frei 90+1′ 90+3′ (Penalty) | Spieltelegramm | 8′ Di Giusto 23′ Schmid 33′ Sidler 63′ Buess 80′ Stillhart 87′ Schneider | St. Jakob-Park, Basel Zuschauer: 21'370 Schiedsrichter: Cibelli |

| 5. August 2023, 18:00 Uhr 3. Runde | BSC Young Boys                                                                    | 5:2            | FC Winterthur                                                 | Stade de Suisse, Bern Zuschauer: 27'119 Schiedsrichter: Wolfensberger |
| 5. August 2023, 18:00 Uhr 3. Runde | Ganvoula 3′ Monteiro 7′ Rieder 45+1′ Itten 50′ Ugrinic 67′ Nsame 90′ Camara 90+1′ | Spieltelegramm | 38′ Ballet 61′ Sidler 77′ 78′ Ltaief 85′ Corbaz 86′ Jankewitz | Stade de Suisse, Bern Zuschauer: 27'119 Schiedsrichter: Wolfensberger |

| 12. August 2023, 18:00 Uhr 4. Runde | FC Winterthur                                     | 3:1            | Grasshopper Club Zürich                    | Schützenwiese, Winterthur Zuschauer: 8'400 Schiedsrichter: Schärer |
| 12. August 2023, 18:00 Uhr 4. Runde | Di Giusto 18′ Sidler 47′ Turkes 62′ Schneider 84′ | Spieltelegramm | 9′ 41′ Fink 60′ Abels 63′ Abrashi 67′ Nigg | Schützenwiese, Winterthur Zuschauer: 8'400 Schiedsrichter: Schärer |

| 27. August 2023, 16:30 Uhr 5. Runde | Lausanne-Sport              | 2:5            | FC Winterthur                                                               | Tuilière, Lausanne Zuschauer: 5'106 Schiedsrichter: Schnyder |
| 27. August 2023, 16:30 Uhr 5. Runde | Baldé 40′ Dussene 78′ 90+1′ | Spieltelegramm | 10′ Turkes 35′ Jankewitz 53′ Gantenbein 57′ 76′ Ballet 86′ 87′ 90+3′ Ltaief | Tuilière, Lausanne Zuschauer: 5'106 Schiedsrichter: Schnyder |

| 2. September 2023, 20:30 Uhr 6. Runde | FC Winterthur                | 1:1            | Yverdon Sport FC                                                | Schützenwiese, Winterthur Zuschauer: 7'800 Schiedsrichter: Kanagasingam |
| 2. September 2023, 20:30 Uhr 6. Runde | Ballet 32′ 54′ Stillhart 65′ | Spieltelegramm | 62′ Sauthier 63′ Lungoyi 69′ Le Pogam 74′ Gunnarsson 88′ Carlos | Schützenwiese, Winterthur Zuschauer: 7'800 Schiedsrichter: Kanagasingam |

| 23. September 2023, 18:00 Uhr 7. Runde | FC Winterthur                           | 2:1            | FC Stade Lausanne-Ouchy                            | Schützenwiese, Winterthur Zuschauer: 7'502 Schiedsrichter: Staubli |
| 23. September 2023, 18:00 Uhr 7. Runde | Di Giusto 31′ Turkes 40′ 47′ Arnold 90′ | Spieltelegramm | 12′ Akichi 34′ Danho 38′ Pos 51′ Obexer 59′ Essiam | Schützenwiese, Winterthur Zuschauer: 7'502 Schiedsrichter: Staubli |

| 27. September 2023, 20:30 Uhr 8. Runde | Servette FC                                        | 2:2            | FC Winterthur                            | Stade de Genève, Lancy Zuschauer: 4'124 Schiedsrichter: Wolfensberger |
| 27. September 2023, 20:30 Uhr 8. Runde | Araz 43′ Buess 45+2′ (Penalty) 69′ Stillhart 90+4′ | Spieltelegramm | 49′ 54′ Bedia 79′ Severin 82′ Stevanovic | Stade de Genève, Lancy Zuschauer: 4'124 Schiedsrichter: Wolfensberger |

| 30. September 2023, 18:00 Uhr 9. Runde | FC Winterthur                                                       | 2:3            | FC Lugano                                                                                       | Schützenwiese, Winterthur Zuschauer: 7'850 Schiedsrichter: Horisberger |
| 30. September 2023, 18:00 Uhr 9. Runde | Stillhart 31′ Schättin 62′ Gantenbein 68′ Jankewitz 85′ Buess 90+3′ | Spieltelegramm | 22′ Vladi 33′ Hajdari 49′ Macek 62′ Cimignani 70′ Marques 73′ Mahmoud 84′ Steffen 89′ Sabbatini | Schützenwiese, Winterthur Zuschauer: 7'850 Schiedsrichter: Horisberger |

| 7. Oktober 2023, 18:00 Uhr 10. Runde | FC Zürich                                                                          | 3:2            | FC Winterthur                         | Letzigrund, Zürich Zuschauer: 18'910 Schiedsrichter: Fähndrich |
| 7. Oktober 2023, 18:00 Uhr 10. Runde | Boranijasevic 2′ 45+1′ Conde 28′ Marchesano 45′ 78′ Okita 73′ Katic 89′ Rohner 90′ | Spieltelegramm | 31′ Di Giusto 33′ Ballet 90+4′ Ltaief | Letzigrund, Zürich Zuschauer: 18'910 Schiedsrichter: Fähndrich |

| 22. Oktober 2022, 14:15 Uhr 11. Runde | FC Winterthur | 2:1            | FC St. Gallen                                                                           | Schützenwiese, Winterthur Zuschauer: 8'400 Schiedsrichter: Cibelli |
| 22. Oktober 2022, 14:15 Uhr 11. Runde | Jankewitz 15′ Sidler 20′ Turkes 35′ 55′ Schättin 58′ Ltaief 58′ Di Giusto 63′ Diaby 80′ Keller 90+6′ Buess 90+7′ | Spieltelegramm | 6′ Witzig 56′ Stanic 58′ Vallci 58′ Watkowiak 62′ Von Moos 78′ Schubert 90+4′ Quintillà | Schützenwiese, Winterthur Zuschauer: 8'400 Schiedsrichter: Cibelli |

| 28. Oktober 2023, 18:00 Uhr 12. Runde | Yverdon Sport FC                                  | 1:1            | FC Winterthur               | Stade Municipal, Yverdon-les-Bains Zuschauer: 2'400 Schiedsrichter: Gianforte |
| 28. Oktober 2023, 18:00 Uhr 12. Runde | Boris Céspedes 12′ 40′ Lungoyi 31′ 69' Malula 49′ | Spieltelegramm | 8′ 31′ Ltaief 85′ Schneider | Stade Municipal, Yverdon-les-Bains Zuschauer: 2'400 Schiedsrichter: Gianforte |

| 4. November 2023, 18:00 Uhr 13. Runde | FC Winterthur               | 1:4            | BSC Young Boys                                                                      | Schützenwiese, Winterthur Zuschauer: 8'400 Schiedsrichter: Kanagasingam |
| 4. November 2023, 18:00 Uhr 13. Runde | Ballet 4′ 51′ Jankewitz 69′ | Spieltelegramm | 6′ Monteiro 15′ 43′ Ugrinic 22′ 71′ Benito 24′ Camara 51′ Males 59′ Lauper 83′ Elia | Schützenwiese, Winterthur Zuschauer: 8'400 Schiedsrichter: Kanagasingam |

| 11. November 2023, 18:00 Uhr 14. Runde | FC St. Gallen | 4:2            | FC Winterthur                    | kybunpark, St. Gallen Zuschauer: 19'200 Schiedsrichter: Von Mandach |
| 11. November 2023, 18:00 Uhr 14. Runde | Akolo 20′ 22′ 46′ Von Moos 29′ Zanotti 41′ Schmidt 45+1′ Stanic 49′ Karlen 68′ Zigi 70′ Quintillà 86′ Fazliji 90+4′ | Spieltelegramm | 13′ Arnold 35′ Turkes 51′ Ltaief | kybunpark, St. Gallen Zuschauer: 19'200 Schiedsrichter: Von Mandach |

| 25. November 2023, 18:00 Uhr 15. Runde | FC Luzern                                                          | 3:1            | FC Winterthur                                                      | Swissporarena, Luzern Zuschauer: 11'583 Schiedsrichter: Staubli |
| 25. November 2023, 18:00 Uhr 15. Runde | Chader 6′ Frýdek 13′ Simani 85′ Ulrich 87′ Abubakar 90′ Haas 90+6′ | Spieltelegramm | 66′ Schättin 74′ Arnold 76′ Stillhart 90+5′ Schneider 90+6′ Ramizi | Swissporarena, Luzern Zuschauer: 11'583 Schiedsrichter: Staubli |

| 2. Dezember 2023, 20:30 Uhr 16. Runde | FC Winterthur                                  | 2:1            | FC Zürich                                                   | Schützenwiese, Winterthur Zuschauer: 8'400 Schiedsrichter: Von Mandach |
| 2. Dezember 2023, 20:30 Uhr 16. Runde | Stillhart 23′ 71′ Ballet 57′ Burkart 85′ 90+3′ | Spieltelegramm | 19′ Mathew 21′ Kamberi 31′ Katic 45′ Marchesano 90+7′ Okita | Schützenwiese, Winterthur Zuschauer: 8'400 Schiedsrichter: Von Mandach |

| 10. Dezember 2023, 14:15 Uhr 17. Runde | FC Lugano                                                                             | 2:1            | FC Winterthur                                      | Cornaredo, Lugano Zuschauer: 2'701 Schiedsrichter: Wolfensberger |
| 10. Dezember 2023, 14:15 Uhr 17. Runde | Mahmoud 16′ Hajdari 35′ Steffen 39′ Arigoni 74′ Celar 83′ Hajrizi 90+3′ Bislimi 90+4′ | Spieltelegramm | 82′ Burkart 85′ Schättin 90+2′ Ballet 90+7′ Ramizi | Cornaredo, Lugano Zuschauer: 2'701 Schiedsrichter: Wolfensberger |

| 17. Dezember 2023, 14:15 Uhr 18. Runde | FC Winterthur           | 1:0            | FC Lausanne-Sport | Schützenwiese, Winterthur Zuschauer: 8'400 Schiedsrichter: Piccolo |
| 17. Dezember 2023, 14:15 Uhr 18. Runde | Zuffi 64′ Di Giusto 74′ | Spieltelegramm | 57′ Roche         | Schützenwiese, Winterthur Zuschauer: 8'400 Schiedsrichter: Piccolo |

| 20. Januar 2024, 18:00 Uhr 19. Runde | FC Winterthur                                        | 3:3            | Servette FC                                    | Schützenwiese, Winterthur Zuschauer: 7'265 Schiedsrichter: San |
| 20. Januar 2024, 18:00 Uhr 19. Runde | Schättin 28′ Schneider 64′ Turkes 81′ Gantenbein 89′ | Spieltelegramm | 8′ Guillemenot 30′ Kutesa 72′ Bolla 87′ Cognat | Schützenwiese, Winterthur Zuschauer: 7'265 Schiedsrichter: San |

| 27. Januar 2024, 18:00 Uhr 20. Runde | FC Stade Lausanne-Ouchy | 1:3            | FC Winterthur                                        | Stade Olympique de la Pontaise, Lausanne Zuschauer: 1'430 Schiedsrichter: Schnyder |
| 27. Januar 2024, 18:00 Uhr 20. Runde | Qarri 58′               | Spieltelegramm | 13′ Zuffi 18′ 39′ Burkart 66′ Sidler 90+5′ Schneider | Stade Olympique de la Pontaise, Lausanne Zuschauer: 1'430 Schiedsrichter: Schnyder |

| 30. Januar 2024, 20:30 Uhr 21. Runde | FC Winterthur                                                   | 1:3            | FC Basel                                                  | Schützenwiese, Winterthur Zuschauer: 8'400 Schiedsrichter: Dudic |
| 30. Januar 2024, 20:30 Uhr 21. Runde | Burkart 28′ Lekaj 49′ 53' Schneider 50′ 56' Diaby 65′ Lüthi 79′ | Spieltelegramm | 10′ Veiga 13′ 72′ Barry 15′ Kade 51′ Vouilloz 90+1′ Veiga | Schützenwiese, Winterthur Zuschauer: 8'400 Schiedsrichter: Dudic |

| 3. Februar 2024, 18:00 Uhr 22. Runde | Grasshopper Club Zürich           | 0:1            | FC Winterthur             | Letzigrund, Zürich Zuschauer: 6'374 Schiedsrichter: Piccolo |
| 3. Februar 2024, 18:00 Uhr 22. Runde | Bollati 56′ Momoh 74′ Abrashi 90′ | Spieltelegramm | 35′ 51′ Ltaief 89′ Ramizi | Letzigrund, Zürich Zuschauer: 6'374 Schiedsrichter: Piccolo |

#### Runden 23–33
| 11. Februar 2024, 14:15 Uhr 23. Runde | FC Winterthur                        | 2:1            | FC Luzern                 | Schützenwiese, Winterthur Zuschauer: 8'100 Schiedsrichter: Wolfensberger |
| 11. Februar 2024, 14:15 Uhr 23. Runde | Diaby 9′ Schättin 51′ 83′ Ltaief 64′ | Spieltelegramm | 25′ Grbic 50′ 82' Ottiger | Schützenwiese, Winterthur Zuschauer: 8'100 Schiedsrichter: Wolfensberger |

| 17. Februar 2024, 18:00 Uhr 24. Runde | FC St. Gallen                                | 2:2            | FC Winterthur                                      | Kybunpark, St. Gallen Zuschauer: 18'467 Schiedsrichter: San |
| 17. Februar 2024, 18:00 Uhr 24. Runde | Milosevic 6′ Mattia Zanotti 49′ 71' Toma 57′ | Spieltelegramm | 46′ Fofana 70′ Arnold 77′ 88′ Burkart 90+3′ Corbaz | Kybunpark, St. Gallen Zuschauer: 18'467 Schiedsrichter: San |

| 25. Februar 2024, 16:30 Uhr 25. Runde | Lausanne-Sport          | 1:1            | FC Winterthur                       | Tuilière, Lausanne Zuschauer: 5'017 Schiedsrichter: Fähndrich |
| 25. Februar 2024, 16:30 Uhr 25. Runde | Labeau 33′ 87′ Sène 61′ | Spieltelegramm | 8′ 64′ Fofana 75′ Lekaj 79′ Burkart | Tuilière, Lausanne Zuschauer: 5'017 Schiedsrichter: Fähndrich |

| 3. März 2024, 16:30 Uhr 26. Runde | FC Winterthur                             | 2:1            | Yverdon Sport FC                      | Schützenwiese, Winterthur Zuschauer: 8'056 Schiedsrichter: Schärer |
| 3. März 2024, 16:30 Uhr 26. Runde | Fofana 20′ Gantenbein 45+2′ Zuffi 50′ 69′ | Spieltelegramm | 50′ Mahious 57′ Marques 68′ Kamenovic | Schützenwiese, Winterthur Zuschauer: 8'056 Schiedsrichter: Schärer |

| 9. März 2024, 18:00 Uhr 27. Runde | FC Winterthur                               | 2:0            | Grasshopper Club Zürich    | Schützenwiese, Winterthur Zuschauer: 8'400 Schiedsrichter: Cibelli |
| 9. März 2024, 18:00 Uhr 27. Runde | Burkart 73′ 90+4′ (Penalty) Schneider 90+2′ | Spieltelegramm | 74′ Abrashi 88′ 90+3' Laws | Schützenwiese, Winterthur Zuschauer: 8'400 Schiedsrichter: Cibelli |

| 16. März 2024, 18:00 Uhr 28. Runde | FC Basel            | 1:1            | FC Winterthur                | St. Jakob-Park, Basel Zuschauer: 21'672 Schiedsrichter: San |
| 16. März 2024, 18:00 Uhr 28. Runde | Veiga 19′ Diaby 85′ | Spieltelegramm | 24′ Ltaief 40′ 45′ Stillhart | St. Jakob-Park, Basel Zuschauer: 21'672 Schiedsrichter: San |

| 30. März 2024, 18:00 Uhr 29. Runde | FC Winterthur                 | 1:0            | Servette FC                 | Schützenwiese, Winterthur Zuschauer: 8'199 Schiedsrichter: San |
| 30. März 2024, 18:00 Uhr 29. Runde | Fofana 37′ Gantenbein 49′ 73′ | Spieltelegramm | 3′ Tsunemoto 90+5′ Rouiller | Schützenwiese, Winterthur Zuschauer: 8'199 Schiedsrichter: San |

| 4. April 2024, 20:30 Uhr 30. Runde | FC Zürich               | 0:0            | FC Winterthur | Letzigrund, Zürich Zuschauer: 14'630 Schiedsrichter: Wolfensberger |
| 4. April 2024, 20:30 Uhr 30. Runde | Kamberi 71′ Kryeziu 77′ | Spieltelegramm |               | Letzigrund, Zürich Zuschauer: 14'630 Schiedsrichter: Wolfensberger |

| 6. April 2024, 18:00 Uhr 31. Runde | FC Winterthur                       | 2:2            | FC Lugano                                        | Stadion Schützenwiese, Winterthur Zuschauer: 8'100 Schiedsrichter: Von Mandach |
| 6. April 2024, 18:00 Uhr 31. Runde | Schneider 63′ Arnold 82′ Turkes 84′ | Spieltelegramm | 48′ Cimignani 58′ Grgic 83′ Espinoza 87′ Hajdari | Stadion Schützenwiese, Winterthur Zuschauer: 8'100 Schiedsrichter: Von Mandach |

| 14. April 2024, 16:30 Uhr 32. Runde | FC Stade Lausanne-Ouchy | 0:1            | FC Winterthur             | Stade Olympique de la Pontaise, Lausanne Zuschauer: 2'983 Schiedsrichter: Tschudi |
| 14. April 2024, 16:30 Uhr 32. Runde | Camara 28′              | Spieltelegramm | 44′ Gantenbein 68′ Turkes | Stade Olympique de la Pontaise, Lausanne Zuschauer: 2'983 Schiedsrichter: Tschudi |

| 21. April 2024, 16:30 Uhr 33. Runde | FC Winterthur         | 1:2            | BSC Young Boys                   | Stadion Schützenwiese, Winterthur Zuschauer: 8'400 Schiedsrichter: Schnyder |
| 21. April 2024, 16:30 Uhr 33. Runde | Ltaief 19′ Turkes 81′ | Spieltelegramm | 19′ Blum 70′ Monteiro 84′ Lakomy | Stadion Schützenwiese, Winterthur Zuschauer: 8'400 Schiedsrichter: Schnyder |

#### Championship Group
| 5. Mai 2024, 18:00 Uhr 34. Runde | Servette FC                | 2:1            | FC Winterthur            | Stade de Genève, Lancy Zuschauer: 5'874 Schiedsrichter: Tschudi |
| 5. Mai 2024, 18:00 Uhr 34. Runde | Crivelli 2′ Douline 4′ 66′ | Spieltelegramm | 17′ Durrer 86′ Schneider | Stade de Genève, Lancy Zuschauer: 5'874 Schiedsrichter: Tschudi |

| 12. Mai 2024, 14:15 Uhr 35. Runde | FC Winterthur                                                         | 1:3            | FC Zürich                                        | Stadion Schützenwiese, Winterthur Zuschauer: 8400 Schiedsrichter: San |
| 12. Mai 2024, 14:15 Uhr 35. Runde | Arnold 16′ 90+1′ Baroan 22′ Stillhart 24′ Ltaief 30′ Gantenbein 90+4′ | Spieltelegramm | 21′ Oko-Flex 25′ Katić 41′ Okita 73′ 90+3′ Dante | Stadion Schützenwiese, Winterthur Zuschauer: 8400 Schiedsrichter: San |

| 16. Mai 2024, 20:30 Uhr 36. Runde | FC Lugano      |  | FC Winterthur | Cornaredo, Lugano |
| 16. Mai 2024, 20:30 Uhr 36. Runde | Spieltelegramm |  |               | Cornaredo, Lugano |

| 20. Mai 2024, 18:00 Uhr 37. Runde | FC Winterthur  | : | FC St. Gallen | Stadion Schützenwiese, Winterthur |
| 20. Mai 2024, 18:00 Uhr 37. Runde | Spieltelegramm |   |               | Stadion Schützenwiese, Winterthur |

| 25. Mai 2024, 20:30 Uhr 38. Runde | BSC Young Boys | : | FC Winterthur | Stade de Suisse, Bern |
| 25. Mai 2024, 20:30 Uhr 38. Runde | Spieltelegramm |   |               | Stade de Suisse, Bern |

### Schweizer Cup

#### 1. Runde
| 19. August 2023, 16:00 Uhr 1. Runde | FC Wettswil-Bonstetten | 0:2            | FC Winterthur           | Moos, Wettswil am Albis Zuschauer: 1'320 Schiedsrichter: San |
| 19. August 2023, 16:00 Uhr 1. Runde | Caputo 44′             | Spieltelegramm | 88′ Turkes 90+1′ Ballet | Moos, Wettswil am Albis Zuschauer: 1'320 Schiedsrichter: San |

#### 2. Runde
| 17. September 2023, 16:00 Uhr 2. Runde | FC Aarau                                      | 1:2            | FC Winterthur                                                       | Brügglifeld, Suhr Zuschauer: 6'356 Schiedsrichter: Cibelli |
| 17. September 2023, 16:00 Uhr 2. Runde | Da Silva 51′ Frei (Trainer) 84′ Qollaku 90+3′ | Spieltelegramm | 32′ Lekaj 63′ Ltaief 90+3′ Gantenbein 90+3′ Turkes 90+10′ Schneider | Brügglifeld, Suhr Zuschauer: 6'356 Schiedsrichter: Cibelli |

#### Achtelfinal
| 1. November 2023, 20:00 Uhr Achtelfinal | FC Black Stars Basel                            | 2:6            | FC Winterthur                                                                      | Buschweilerhof, Basel Zuschauer: 850 Schiedsrichter: Von Mandach |
| 1. November 2023, 20:00 Uhr Achtelfinal | Ouedraogo 16′ Babovic 65′ Asani 88′ Gashi 90+1′ | Spieltelegramm | 38′ Stillhart 49′ Buess 56′ Edwige 70′ 74′ Burkart 72′ Diaby 81′ Ramizi 85′ Ballet | Buschweilerhof, Basel Zuschauer: 850 Schiedsrichter: Von Mandach |

#### Viertelfinal
| 28. Februar 2024, 20:30 Uhr Viertelfinal | FC Zürich                                   | 0:2            | FC Winterthur                          | Letzigrund, Zürich Zuschauer: 12'700 Schiedsrichter: Piccolo |
| 28. Februar 2024, 20:30 Uhr Viertelfinal | Mathew 30′ Marchesano 58′ Boranijasevic 60′ | Spieltelegramm | 62′ 67′ Burkart 81′ Keller 85′ Santini | Letzigrund, Zürich Zuschauer: 12'700 Schiedsrichter: Piccolo |

#### Halbfinal
| 28. April 2024, 16:30 Uhr Halbfinal | FC Winterthur                | 0:1            | Servette FC                                              | Schützenwiese, Winterthur Zuschauer: 8'400 Schiedsrichter: Fähndrich |
| 28. April 2024, 16:30 Uhr Halbfinal | Ltaief 90+1′ Stillhart 90+3′ | Spieltelegramm | 39′ Bronn 45′ Bolla 66′ Mazikou 70′ Tsunemoto 88′ Cognat | Schützenwiese, Winterthur Zuschauer: 8'400 Schiedsrichter: Fähndrich |

## Statistik

### Saisonverlauf
| Spieltag | 1 | 2  | 3  | 4 | 5 | 6 | 7 | 8 | 9 | 10 | 11 | 12 | 13 | 14 | 15 | 16 | 17 | 18 | 19 | 20 | 21 | 22 | 23 | 24 | 25 | 26 | 27 | 28 | 29 | 30 | 31 | 32 | 33 | 34 | 35 | 36 | 37 | 38 |
| -------- | - | -- | -- | - | - | - | - | - | - | -- | -- | -- | -- | -- | -- | -- | -- | -- | -- | -- | -- | -- | -- | -- | -- | -- | -- | -- | -- | -- | -- | -- | -- | -- | -- | -- | -- | -- |
| Spielort | H | A  | A  | H | A | H | H | A | H | A  | H  | A  | H  | A  | A  | H  | A  | H  | H  | A  | H  | A  | H  | A  | A  | H  | H  | A  | H  | A  | H  | A  | H  | A  | H  | A  | H  | A  |
| Resultat | U | N  | N  | S | S | U | S | U | N | N  | S  | U  | N  | N  | N  | S  | N  | S  | U  | S  | N  | S  | S  | U  | U  | S  | S  | U  | S  | U  | U  | S  | N  | N  |    |    |    |    |
| Platz    | 6 | 11 | 12 | 9 | 6 | 6 | 5 | 6 | 7 | 8  | 7  | 7  | 7  | 9  | 9  | 8  | 10 | 7  | 7  | 7  | 7  | 7  | 7  | 7  | 7  | 7  | 6  | 6  | 5  | 5  | 5  | 4  | 5  | 5  |    |    |    |    |

Legende: Spielort: H = Heim; A = Auswärts. Resultat: S = Sieg; U = Unentschieden; N = Niederlage